# Temporada 1996-97 de los Detroit Pistons
La temporada 1996-97 fue la cuadragésimo novena de los Pistons en la NBA, y la cuadragésima en su localización de Detroit, Míchigan. La temporada regular acabaron con 54 victorias y 28 derrotas, ocupando la quinta posición de la Conferencia Este, clasificándose para los playoffs, en los que cayeron en primera ronda ante Atlanta Hawks.

## Elecciones en elDraft
| Ronda | Puesto | Jugador         | Posición  | Nacionalidad   | Universidad |
| ----- | ------ | --------------- | --------- | -------------- | ----------- |
| 1     | 26     | Jerome Williams | Ala-Pívot | Estados Unidos | Georgetown  |

## Temporada regular
| División Central    | División Central | División Central | División Central | División Central | División Central | División Central | División Central | División Central |
| Equipo              | G                | P                | %                | PD               | Casa             | Fuera            | Div              |                  |
| ------------------- | ---------------- | ---------------- | ---------------- | ---------------- | ---------------- | ---------------- | ---------------- | ---------------- |
| y-Chicago Bulls     | 69               | 13               | .841             | –                | 39–2             | 30–11            | 24–4             |                  |
| x-Atlanta Hawks     | 56               | 26               | .683             | 13               | 36–5             | 20–21            | 17–11            |                  |
| x-Detroit Pistons   | 54               | 28               | .659             | 15               | 30–11            | 24–17            | 17–11            |                  |
| x-Charlotte Hornets | 54               | 28               | .659             | 15               | 30–11            | 24–17            | 14–14            |                  |
| Cleveland Cavaliers | 42               | 40               | .512             | 27               | 25–16            | 17–24            | 13–15            |                  |
| Indiana Pacers      | 39               | 43               | .476             | 30               | 21–20            | 18–23            | 11–17            |                  |
| Milwaukee Bucks     | 33               | 49               | .402             | 36               | 20–21            | 13–28            | 10–18            |                  |
| Toronto Raptors     | 30               | 52               | .366             | 39               | 18–23            | 12–29            | 6–22             |                  |

## Playoffs

### Primera ronda
Atlanta Hawks  vs. Detroit Pistons
| Fecha       | Partido                              | Ciudad  |
| ----------- | ------------------------------------ | ------- |
| 25 de abril | Atlanta Hawks 89, Detroit Pistons 75 | Atlanta |
| 27 de abril | Atlanta Hawks 80, Detroit Pistons 93 | Atlanta |
| 29 de abril | Detroit Pistons 99, Atlanta Hawks 91 | Detroit |
| 2 de mayo   | Detroit Pistons 82, Atlanta Hawks 94 | Detroit |
| 4 de mayo   | Atlanta Hawks 84, Detroit Pistons 79 | Atlanta |
|             | Atlanta Hawks gana las series 3-2    |         |

## Estadísticas

### Temporada regular
| Rk | Jugador            | Edad | Pos. | P  | PT | MP   | TC  | TCI  | %TC  | T3  | T3I | %T3  | TL  | TLI | %TL   | RO  | RD  | RT  | AS  | RB  | TAP | BP  | FP  | PTS  |
| -- | ------------------ | ---- | ---- | -- | -- | ---- | --- | ---- | ---- | --- | --- | ---- | --- | --- | ----- | --- | --- | --- | --- | --- | --- | --- | --- | ---- |
| 1  | Grant Hill         | 24   | SF   | 80 | 80 | 39.3 | 7.8 | 15.7 | .496 | 0.1 | 0.4 | .303 | 5.6 | 7.9 | .711  | 1.5 | 7.5 | 9.0 | 7.3 | 1.8 | 0.6 | 3.2 | 2.3 | 21.4 |
| 2  | Joe Dumars         | 33   | SG   | 79 | 79 | 37.0 | 4.9 | 11.1 | .440 | 2.1 | 4.9 | .432 | 2.8 | 3.2 | .867  | 0.5 | 1.9 | 2.4 | 4.0 | 0.7 | 0.0 | 1.6 | 1.2 | 14.7 |
| 3  | Lindsey Hunter     | 26   | PG   | 82 | 76 | 36.9 | 5.1 | 12.7 | .404 | 2.0 | 5.7 | .355 | 1.9 | 2.5 | .778  | 0.7 | 2.1 | 2.8 | 1.9 | 1.6 | 0.3 | 1.2 | 2.5 | 14.2 |
| 4  | Otis Thorpe        | 34   | C    | 79 | 79 | 33.7 | 5.3 | 10.0 | .532 | 0.0 | 0.0 | .000 | 2.5 | 3.8 | .653  | 2.9 | 5.0 | 7.9 | 1.7 | 0.7 | 0.2 | 1.8 | 3.8 | 13.1 |
| 5  | Terry Mills        | 29   | PF   | 79 | 5  | 25.3 | 3.9 | 8.9  | .444 | 2.2 | 5.3 | .422 | 0.7 | 0.9 | .829  | 0.9 | 3.9 | 4.8 | 1.3 | 0.4 | 0.3 | 1.1 | 2.0 | 10.8 |
| 6  | Aaron McKie        | 24   | SG   | 42 | 3  | 20.2 | 2.3 | 5.0  | .464 | 0.4 | 1.1 | .375 | 1.2 | 1.5 | .836  | 0.6 | 2.4 | 3.0 | 1.8 | 1.0 | 0.2 | 1.0 | 1.6 | 6.3  |
| 7  | Grant Long         | 30   | PF   | 65 | 24 | 17.9 | 1.9 | 4.2  | .447 | 0.3 | 0.7 | .362 | 1.0 | 1.3 | .750  | 1.4 | 2.1 | 3.4 | 0.6 | 0.7 | 0.1 | 0.7 | 1.6 | 5.0  |
| 8  | Theo Ratliff       | 23   | C    | 76 | 38 | 17.0 | 2.4 | 4.4  | .531 | 0.0 | 0.0 |      | 1.1 | 1.5 | .698  | 1.4 | 1.9 | 3.4 | 0.2 | 0.4 | 1.5 | 0.7 | 2.4 | 5.8  |
| 9  | Michael Curry      | 28   | SG   | 81 | 2  | 15.0 | 1.2 | 2.7  | .448 | 0.3 | 1.0 | .299 | 1.2 | 1.3 | .898  | 0.3 | 1.2 | 1.5 | 0.5 | 0.4 | 0.1 | 0.3 | 1.6 | 3.9  |
| 10 | Stacey Augmon      | 28   | SG   | 20 | 3  | 14.6 | 1.6 | 3.9  | .403 | 0.0 | 0.0 |      | 1.4 | 2.1 | .683  | 0.7 | 1.8 | 2.5 | 0.8 | 0.5 | 0.5 | 1.4 | 1.5 | 4.5  |
| 11 | Rick Mahorn        | 38   | C    | 22 | 7  | 9.9  | 0.9 | 2.5  | .370 | 0.0 | 0.0 | .000 | 0.7 | 1.0 | .727  | 0.9 | 1.5 | 2.4 | 0.3 | 0.2 | 0.1 | 0.5 | 1.5 | 2.5  |
| 12 | Don Reid           | 23   | PF   | 47 | 14 | 9.8  | 1.1 | 2.4  | .482 | 0.0 | 0.0 | .000 | 0.5 | 0.7 | .750  | 0.8 | 1.4 | 2.1 | 0.3 | 0.3 | 0.3 | 0.5 | 2.2 | 2.8  |
| 13 | Randolph Childress | 24   | PG   | 4  | 0  | 7.5  | 1.0 | 2.5  | .400 | 0.5 | 0.8 | .500 | 0.0 | 0.0 |       | 0.0 | 0.3 | 0.3 | 0.5 | 0.5 | 0.0 | 1.3 | 1.3 | 2.5  |
| 14 | Kenny Smith        | 31   | PG   | 9  | 0  | 7.1  | 0.9 | 2.2  | .400 | 0.6 | 1.1 | .500 | 0.2 | 0.2 | 1.000 | 0.0 | 0.6 | 0.6 | 1.1 | 0.1 | 0.0 | 0.3 | 0.2 | 2.6  |
| 15 | Litterial Green    | 26   | PG   | 45 | 0  | 6.9  | 0.7 | 1.4  | .469 | 0.0 | 0.2 | .000 | 0.7 | 1.0 | .638  | 0.1 | 0.4 | 0.5 | 0.9 | 0.4 | 0.0 | 0.3 | 0.6 | 2.0  |
| 16 | Jerome Williams    | 23   | PF   | 33 | 0  | 5.4  | 0.6 | 1.5  | .392 | 0.0 | 0.0 |      | 0.3 | 0.5 | .529  | 0.7 | 0.8 | 1.5 | 0.2 | 0.4 | 0.0 | 0.4 | 0.5 | 1.5  |

### Playoffs
| Rk | Jugador         | Edad | Pos. | P | PT | MP   | TC  | TCI  | %TC   | T3  | T3I | %T3  | TL  | TLI | %TL   | RO  | RD  | RT  | AS  | RB  | TAP | BP  | FP  | PTS  |
| -- | --------------- | ---- | ---- | - | -- | ---- | --- | ---- | ----- | --- | --- | ---- | --- | --- | ----- | --- | --- | --- | --- | --- | --- | --- | --- | ---- |
| 1  | Joe Dumars      | 33   | SG   | 5 | 5  | 42.8 | 4.4 | 12.2 | .361  | 1.2 | 4.6 | .261 | 3.8 | 4.0 | .950  | 0.4 | 1.4 | 1.8 | 2.0 | 1.0 | 0.0 | 1.2 | 1.8 | 13.8 |
| 2  | Grant Hill      | 24   | SF   | 5 | 5  | 40.6 | 9.0 | 20.6 | .437  | 0.0 | 0.0 |      | 5.6 | 7.8 | .718  | 2.6 | 4.2 | 6.8 | 5.4 | 0.8 | 1.0 | 3.8 | 2.8 | 23.6 |
| 3  | Lindsey Hunter  | 26   | PG   | 5 | 5  | 40.2 | 5.8 | 13.2 | .439  | 2.4 | 5.8 | .414 | 1.0 | 1.4 | .714  | 0.8 | 2.8 | 3.6 | 1.2 | 1.2 | 0.2 | 0.2 | 1.8 | 15.0 |
| 4  | Terry Mills     | 29   | PF   | 5 | 4  | 39.2 | 4.8 | 11.0 | .436  | 1.8 | 5.2 | .346 | 0.4 | 0.8 | .500  | 0.8 | 6.2 | 7.0 | 1.4 | 1.2 | 0.0 | 0.8 | 2.8 | 11.8 |
| 5  | Otis Thorpe     | 34   | C    | 5 | 5  | 30.4 | 4.2 | 8.2  | .512  | 0.0 | 0.0 |      | 1.4 | 1.8 | .778  | 2.4 | 4.0 | 6.4 | 0.8 | 0.4 | 0.0 | 1.8 | 4.2 | 9.8  |
| 6  | Aaron McKie     | 24   | SG   | 5 | 0  | 19.4 | 1.4 | 4.0  | .350  | 0.2 | 1.0 | .200 | 0.0 | 0.0 |       | 0.2 | 1.8 | 2.0 | 2.0 | 1.2 | 0.4 | 0.6 | 2.4 | 3.0  |
| 7  | Grant Long      | 30   | PF   | 5 | 0  | 17.2 | 1.6 | 3.6  | .444  | 0.0 | 0.4 | .000 | 1.8 | 2.2 | .818  | 0.8 | 1.4 | 2.2 | 0.6 | 0.8 | 0.0 | 0.0 | 2.2 | 5.0  |
| 8  | Rick Mahorn     | 38   | C    | 2 | 1  | 9.0  | 0.0 | 1.0  | .000  | 0.0 | 0.0 |      | 0.0 | 0.0 |       | 0.5 | 0.0 | 0.5 | 0.0 | 0.0 | 0.0 | 0.0 | 2.5 | 0.0  |
| 9  | Theo Ratliff    | 23   | C    | 3 | 0  | 6.0  | 1.0 | 1.3  | .750  | 0.0 | 0.0 |      | 0.7 | 1.3 | .500  | 0.7 | 0.7 | 1.3 | 0.3 | 0.3 | 1.3 | 1.0 | 1.7 | 2.7  |
| 10 | Jerome Williams | 23   | PF   | 1 | 0  | 5.0  | 2.0 | 2.0  | 1.000 | 0.0 | 0.0 |      | 0.0 | 0.0 |       | 0.0 | 3.0 | 3.0 | 0.0 | 1.0 | 0.0 | 1.0 | 0.0 | 4.0  |
| 11 | Michael Curry   | 28   | SG   | 2 | 0  | 3.5  | 0.5 | 1.0  | .500  | 0.0 | 0.0 |      | 0.0 | 0.5 | .000  | 0.0 | 0.5 | 0.5 | 0.0 | 0.0 | 0.0 | 0.0 | 0.5 | 1.0  |
| 12 | Don Reid        | 23   | PF   | 1 | 0  | 3.0  | 0.0 | 0.0  |       | 0.0 | 0.0 |      | 4.0 | 4.0 | 1.000 | 0.0 | 1.0 | 1.0 | 0.0 | 0.0 | 0.0 | 0.0 | 0.0 | 4.0  |

## Galardones y récords
| Jugador    | Galardón                          |
| Grant Hill | Mejor quinteto de la NBA All-Star |
| Joe Dumars | All-Star                          |